# Соколан Степан Степанович
Степан Степанович Соколан (21 грудня 1918, Одеса — 1982, Краснодар) — радянський віце-адмірал, перший командир 30-ї дивізії протичовнових кораблів Чорноморського флоту (1969—1971), начальник Чорноморського вищого військово-морського училища (грудень 1971 — липень 1981), командир ряду кораблів і з'єднань трьох флотів Військово-морського флоту СРСР.

## Біографія
Народився 21 грудня 1918 року в Одесі, в родині робітників. У 1921 році, разом з матір'ю, переїхав на батьківщину батька в село Деньги (нині Золотоніського району Черкаської області). Його батько — Соколан Степан Семенович, з 14 років працював на суднах Азовського і Чорноморського басейну. Військову службу проходив на кораблях Чорноморського флоту, брав участь в Громадянській війні в Україні в частинах Червоної армії під командуванням Григорія Котовського та Йони Якіра.
У 1932 році закінчив семирічку, вступив до комсомолу, працював у колгоспі. У 1934 році вступив на 2-й курс робітфаку при Одеському будівельному інституті. У 1936 році за комсомольською путівкою вступив на підготовчий курс при ВВМУ імені Фрунзе в Ленінграді. З 1 вересня 1937 року став вчитися на 1 курсі Військово-морського училища імені Фрунзе. У 1938 році був переведений для продовження навчання у щойно сформоване 3-тє Військово-морське училище міста Владивостока (25 червня 1939 року воно було переведене в розряд вищих і отримало найменування Тихоокеанське вище військово-морське училище). Закінчив училище в червні 1941 року з присвоєнням звання мічмана, але через початок німецько-радянської війни, як і інші випускники училища, стажування на кораблях флоту не пройшов. 24 червня отримав військове звання «лейтенанта».
21 липня 1941 року наказом командувача Тихоокеанським флотом віце-адмірала І. С. Юмашева лейтенант С. С. Соколан був призначений командиром 1-ї башти головного калібру (3 180-мм гармати) на легкому крейсері «Калінін», що будувалася на суднобудівному заводі № 199 в Комсомольську-на-Амурі. Крейсер спустили на воду 8 травня 1942 року, після чого перевели у Владивосток, включили в бригаду ескадрених міноносців і після завершення ходових випробувань здали флоту 31 грудня 1942 року. У короткі терміни лейтенант Соколан освоїв нову складну бойову техніку і вивів свою вежу в найкращий підрозділ БЧ-2 крейсера.
13 червня 1945 року старший лейтенант Соколан став командиром артилерійської бойової частини есмінця «Резвий», що входив до складу загону легких сил Тихоокеанського флоту. У радянсько-японській війні не брав участь, кораблі загону легких сил стояли замасковані в протоці Східний Босфор. 15 листопада 1947 року був призначений старшим помічником командира однотипного з «Резвим» есмінця «Розторопний» з 2-го дивізіону есмінців ОЛС 7-го флоту. Навесні 1948 року дивізіон перевели в Петропавловськ-Камчатський, і близько року Соколан служив там. У січні 1949 року [капітан-лейтенант] Соколан був направлений до Ленінграда на навчання у Вищих ордена Леніна спеціальних офіцерських класах (ВОЛСОК). Завершивши десятимісячне навчання в класі командирів есмінців і отримав призначення на посаду командира ескадреного міноносця «Беспощадний» Чорноморського флоту, який будувався в Миколаєві. Поки ж його корабель будувався, він виконував посаду командира Червонопрапорного есмінця «Железняков». 23 серпня 1950 року вступив на посаду командира есмінця проекту 30-біс «Безудержний» 1-го дивізіону есмінців ескадри кораблів Чорноморського флоту.
З січня 1953 року вступив на посаду помічника командира навчального лінійного корабля «Севастополь» ескадри Чорноморського Флоту. 29 жовтня 1954 року, у званні капітана 3-го рангу був призначений старшим помічником цього ж корабля. З вересня 1956 року по вересень 1958 року — у званні капітана 2-го рангу обіймав посаду командира навчального легкого крейсера «Керч» 46-ї дивізії навчальних крейсерів Одеської військово-морської бази Чорноморського Флоту.
З вересня 1958 по липень 1959 року закінчив АКОС ВМОЛУА (Ленінград), після чого був призначений начальником штабу 121-ї БЕМ 2-ї дивізії крейсерів ескадри Північного флоту (Сєвєроморськ). У серпні 1961 року став командиром цієї бригади. З липня 1962 по грудень 1965 року — командир 120-ї бригади ракетних кораблів 6-ї дивізії ракетних кораблів Північного флоту.
У грудні 1965 року повернувся на Чорноморський флот і вступив на посаду командира 150-ї окремої бригади ракетних кораблів, що базувалася на Севастополь. До складу бригади входили 12 кораблів 1, 2 рангів. Кораблі бригади неодноразово виходили в Середземне море для несення бойової служби на чолі зі штабом бригади.
У лютому 1967 Соколану було присвоєно звання контр-адмірала. 7 березня наступного року прийняв з рук головнокомандувача ВМФ адмірала флоту Радянського Союзу С. Г. Горшкова орден Червоного Прапора, яким 150-а бригада ракетних кораблів була нагороджена указом Президії ВР СРСР «за великий внесок у справу зміцнення оборонної могутності Радянської держави, успіхи в бойовій і політичній підготовці і в зв'язку з 50-річчям Радянської армії і флоту». Бригада стала Червонопрапорною.
У 1968 році закінчив курси керівного складу ВМФ при ВМОЛУА за спеціальністю командно-штабна.
24 квітня 1969 року був призначений першим командиром новосформованої 30-ї дивізії протичовнових кораблів Чорноморського флоту, якою командував до листопада 1971 року. З 21 червня по 14 вересня 1969 року загін кораблів під командуванням Степана Степановича у складі ракетного крейсера «Грозний», великого протичовнового корабля «Сообразительний», ракетного корабля «Бедовий» спільно з двома підводними човнами проекту 641Б, плавбазою «Тобол», танкерами «Тобол» і «Лена» у взаємодії з двома атомними ПЛ проекту 670 вперше виконали завдання бойової служби у Середземному морі, Північно-Західній Атлантиці, Флоридській протоці, Мексиканській затоці, Карибському морі, Центральній та Східній Атлантиці. У Мексиканській затоці проведено спільне навчання з ВМФ Республіки Куба. Кораблі загону відвідав Фідель Кастро, який спостерігав за ходом спільного навчання на виході в море, перебуваючи на РКР «Грозний».
У березні-квітні 1970 року 15 кораблів 30-ї дивізії брали участь під командуванням С. С. Соколана в маневрах Військово-Морського Флоту СРСР «Океан-70».
У 1971 році ряд кораблів дивізії під командуванням Соколана С. С. брали участь у навчаннях «Південь».
За час корабельної служби Степан Степанович отримав допуски до управління есмінцем, крейсером, лінкором, тактичною та пошуково-ударною групою і з'єднанням, і до керівництва та управління всіма видами зброї у складі з'єднання та у взаємодії з іншими родами сил флоту. Учасник бойових дій на Далекому Сході. У період служби з діловими заходами і офіційними візитами на кораблях КЧФ та навчальних кораблях КБФ побував у 11 країнах.
З листопада 1971 року по жовтень 1981 року був начальником ЧВВМУ імені П. С. Нахімова. 7 листопада 1972 року очолював училище на 100-му параді на Червоній площі Москви. У 1973 році йому присвоєно звання доцента по кафедрі тактики ВМФ. У 1975 році училище було нагороджено орденом «Червоної зірки».

Могила С. С. Соколана

Помер у 1982 році в Краснодарі. Похований у Севастополі на кладовищі Комунарів.

## Нагороди
Нагороджений радянськими орденами: «Вітчизняної війни» II ступеня (1945; за висадку десанту на острові Сахаліні), «Червоної Зірки» (1951), «Червоного Прапора» (1956), другим орденом «Червоної Зірки» (1968; за успіхи у бойовій підготовці та освоєння нової техніки), «За службу Батьківщині у Збройних Силах СРСР» III ступеня (1975; за успіхи в бойовій підготовці), а також дванадцятьма медалями, зокрема: «За перемогу над Японією», «За бойові заслуги» (з 1946 по 1978 рік) та іменною зброєю.